# Die Wasserstoffsonate
Die Wasserstoffsonate ist ein Science-Fiction-Roman des schottischen Schriftstellers Iain Banks, der erstmals 2012 unter dem englischen Titel The Hydrogen Sonata beim Orbit-Verlag, London, veröffentlicht wurde. Der Roman lässt sich dem Genre der Space Opera zuordnen und ist der letzte Teil des Kultur-Zyklus von Iain Banks. 25 Jahre nach Erscheinen des ersten Kultur-Romans ist Die Wasserstoffsonate zugleich Banks letzter Science-Fiction-Roman vor seinem Tod im Jahr 2013. Übersetzt wurde das Werk von Andreas Brandhorst.

## Themen und Nichtthemen
Die Wasserstoffsonate behandelt die großen Themen. Zuvorderst geht es um die Wahrheit. Nicht um die grundsätzliche Frage, ob es die Wahrheit gibt, sondern um eine ganz spezielle, eng abgegrenzte Fragwürdigkeit, deren Verifikation aber für einige Beteiligte erhebliche Folgen haben kann. Worauf das Folgeproblem auftaucht, das sich so formulieren lässt: Wenn ich denn die Wahrheit herausgefunden habe, ist es zwingend, sie den Betreffenden auch zu offenbaren? Oder sollte man, unter Berücksichtigung der herrschenden Gegebenheiten, mit dieser Wahrheit besser hinterm Berg halten, sprich sie erneut verschleiern?
Des Weiteren geht es um Leben und Tod und um den prinzipiellen Nutzen von Langlebigkeit, sowohl von Individuen wie auch von ganzen Zivilisationen. In diesem Zusammenhang wird die kosmologische Frage aufgeworfen, was wohl jenseits des realen existierenden Universums, also im Sublimen, liegt.
Nicht sehr fern von solchen Fragen findet sich das Simulationsproblem, also die Überlegung, ab welcher Komplexitätsstufe es unmoralisch wird die elektronische Simulation lebendiger Systeme einfach abzuschalten. Immerhin empfinden sich die simulierten Simulakren mit Sicherheit als sehr real und lebendig.
Etwas weniger gedankenschwer, dafür aber handlungsintensiver, sind Überlegungen bezüglich der fatalen Folgen von übermäßigem Ehrgeiz und übersteigertem Selbstbewusstsein.
Erstaunlich wortkarg gibt sich Iain Banks in diesem Buch, wenn es um die lebenspraktischen Details der Kultur geht. Lediglich ein längerer Exkurs über die Aufenthaltsgewohnheiten wird eingeflochten. Darin weist er darauf hin, dass kaum noch ein Kultur-Mitglied auf einem Planeten lebt oder gar dort geboren wird. Die überwiegende Zahl der Billionen Kultur-Angehörigen ist nämlich inzwischen auf künstlichen Orbitalen oder den flexibleren Allgemeinen Systemschiffen (ASS) beheimatet.
Das Thema Liebe, in seiner tiefergehenden, emotionalen Ausprägung, bleibt in Die Wasserstoffsonate ebenfalls unberücksichtigt. Sex hingegen gibt es in etlichen Variationen.

## Formale Struktur
Der Roman gliedert sich in 25 Kapitel. Die Kapitel sind durchnummeriert und erzeugen im Untertitel einen absteigenden Countdown; - S -24 bis S -0. Das Kapitel 25 ziert allerdings ein Pluszeichen im Subtitel S +24. Der Countdown zählt die noch verbleibenden Tage, bis die Spezies der Gzilt geschlossen ins Sublime überwechseln will. Aus dieser Grundstruktur leitet sich eine relativ strenge chronologische Ordnung ab, die nur manchmal durch längere Erinnerungsfragmente einzelner Protagonisten durchbrochen wird.
Lediglich die ersten beiden und das letzte Kapitel erzählen aus einer einheitlichen Perspektive. Ansonsten sind die Kapitel in Abschnitte unterteilt, die aus der Sicht unterschiedlicher Erzähler Bericht erstatten. Dabei wechselt die humanoide Perspektive mit dem Abdruck der Kommunikation zwischen verschiedenen, weit voneinander entfernten, Kulturschiffen ab. Die Beiträge der einzelnen Schiffe sind durch ein Unendlichzeichen voneinander getrennt.

## Handlung
Innerhalb des Banksschen Kultur-Zyklus lockt, jenseits des Realen, schon immer das Sublime, eine transdimensionale nichtphysische Existenzform die sich vor allem durch scheinbar immerwährende Beständigkeit auszeichnet. Genaues weiß allerdings niemand, da Rückkehrer aus dem Sublimen äußerst rar und ihre Informationen seltsam vage sind. Nichtsdestotrotz, sobald sie ein bestimmtes Alter erreicht haben, gehen die meisten galaktischen Zivilisationen diesen Weg. Die Sublimation sollte nur in größeren geschlossenen Gruppen durchgeführt werden, da andernfalls der Verlust der kulturellen Identität droht. Von einem solchen Projekt erzählt Die Wasserstoffsonate.
Zwei ineinander verwobene Erzählstränge bilden die Struktur des Buches. Der eine schildert die Vorbereitungen auf die bevorstehende Sublimation der Gzilt, der andere beschreibt den Versuch einiger Kulturgehirne in den Besitz einer Information zu kommen, die für die Gzilt höchst relevant sein und Einfluss auf deren Sublimationsentscheidung nehmen könnte.
Die Zivilisation der Gzilt fußt maßgeblich auf einem heiligen Text, dem sogenannten Buch der Wahrheit. Der Skribent Briper Drodj fand diese Schriften angeblich im inneren eines Meteoriten und publizierte sie. Soweit ist das nichts Besonderes, das Universum ist voll mit heiligen Texten fragwürdigen Ursprungs. Was das Buch der Wahrheit von anderen Werken unterschied, war, dass es die Zukunft der Gzilt vorhersagte und zwar recht präzise. Die Prophezeiungen bezogen sich überwiegend auf die technische Entwicklung, aber sie waren alle richtig.
Um Herkunft und Motivation des Verfassers dieses Textes dreht sich die Suche der Schiffsgehirne. Ebendiese Suche zu behindern ist andererseits das Bestreben eines Teils der gziltianischen Staatsspitze und ihrer höchsten Militärs, verkörpert durch Premierminister Septam Banstegeyn sowie Marschallin Chekwri. Es geht also, im wahrsten Sinne des Wortes, um die Wahrheit.
Eine Botschaft der Zihdren, einer seit langer Zeit sublimierten Spezies, legt nahe, dass es sich beim Buch der Wahrheit um eine böswillige Fälschung handelt, die das Ziel verfolgte die Gesellschaft der Gzilt zu manipulieren. Als Zeugen für dieses Geständnis ruft die Botschaft einen Menschen namens QiRia Tursensa Ngaroe auf. Der Überbringer der Botschaft wurde vom gziltianischen Schlachtkreuzer 8*Churkun vernichtet. Die Nachricht selbst aber ist durch ein Spionageprogramm in die Hände des 14ten gziltianischen Armeeregiments geraten, einer konkurrierenden Militärgruppe, die der Sublimierung kritisch gegenübersteht.
Die Vernichtung des Botschafterschiffes wurde vom Kulturschiff Glaubt bloß nicht ... entdeckt, analysiert und kommuniziert. Die Zihdren-Überbleiber (nach einer erfolgreichen Sublimation zurückgebliebene Individuen oder Gruppen) legten daraufhin die Mission des vernichteten Schiffes offen, ohne aber die Botschaft selbst reproduzieren zu können. Eine Gruppe von Schiffsgehirnen beschließt daraufhin dieses Rätsel zu lösen.
Aufklärung könnte wohl nur noch der langlebigste Humanoide des Universums leisten, der legendäre QiRia, der angeblich schon an der Gründungsversammlung der Kultur teilgenommen hat. Allerdings ist sein gegenwärtiger Aufenthaltsort unbekannt, weshalb in einem weit entfernten Spiralarm der Galaxis Scoaliera Tefwe in ihrer Einlagerungsruhe gestört wird. Sie ist eine ehemalige Geliebte QiRias und hat möglicherweise eine Idee, wie dem Gesuchten auf die Spur zu kommen wäre. Tatsächlich ist dem so. Tefwe spürt den Uralten auf und befragt ihn. Sie muss hören, dass ihm die, die Gzilt betreffenden, Informationen nicht mehr zur Verfügung stehen. QiRia hat diesen Erinnerungskomplex in seine Augen transferiert und chirurgisch entfernen lassen. Sie befinden sich im Besitz des Spezialisten für körperliche Erweiterungen Ximenyr, der auf dem gziltianischen Planeten Xown lebt.
An dieser Stelle kommt die Hauptfigur der Wasserstoffsonate ins Spiel - Vyr Cossont. Die Gesellschaft der Gzilt ist zumindest formal völlig durchmilitarisiert. Jeder Bürger hat, quasi von Geburt an, einen Rang in der Miliz und dient auch einige Jahre aktiv im Militär. Anschließend werden die Milizionäre in die Reserve zurückgestuft, so auch Vyr Cossont.
Vyr ist eine gziltianische Musikerin und übt seit etlichen Jahren ein uraltes hoch kompliziertes Musikstück - T. C. Vilabiers Streichspezifische Sonate für ein noch zu erfindendes Instrument, Katalognummer MW 1211, kurz, Die Wasserstoffsonate. Inzwischen ist das Instrument erfunden, nämlich die körperresonante Antagonistische Hendekagonsaite, die am besten mit vier Armen zu bespielen ist. Weshalb Vyr Cossont derzeit über vier Arme verfügt.
Zu Beginn ihrer Studien hatte Vyr, im Rahmen eines Studentenaustausches, einige Zeit auf dem Kulturschiff Eigentlich warm zugebracht und dort den obengenannten QiRia kennengelernt. Zum Abschied schenkte der ihr eine komplette Bewusstseinskopie seiner selbst. Vyr, die einen immanenten Hang zum Verlieren von Dingen hat, stellte sie deshalb, einige Jahre später, einem gziltianischen Institut namens Incast zur Verfügung.
Nun soll sie das Bewusstseinsmodul zurückholen, da es möglicherweise noch über die Informationen verfügt, die QiRia inzwischen entfernt hat. Zuerst möchte ihr ehemaliges Regiment, das 14te dieses Artefakt aufspüren, weshalb sie Vyr in den aktiven Dienst zurückbeordert. Doch dann zerstört der gziltianischen Schlachtkreuzer 8*Churkun das Hauptquartier des 14ten gziltianischen Armeeregiments. Der pure Zufall führt zu Cossonts Rettung durch das Kulturschiff Glaubt bloß nicht ... . Nun sollen Vyr und der Androide Parinherm Eglyle im Auftrag der Kultur die QiRia-Kopie zurückholen.
Gegen massive Widerstände gelingt es Vyr und Berdle, dem Avatar der Glaubt bloß nicht..., das Artefakt aus dem Ospin-System zu bergen. Der Androide Parinherm bleibt dabei auf der Strecke. Im Nachhinein ein überflüssiges Opfer, denn dummerweise beginnen die Erinnerungen des Bewusstseinsmoduls erst mit dem Jahr 8023, also geraume Zeit nach der Gründungskonferenz der Kultur, bei der die Gzilt betreffende Angelegenheit Thema gewesen ist.
Jetzt bleiben nur noch QiRias amputierte Augen, um die Wahrheit über die Wahrheit herausfinden zu können. Ximenyr, ihr derzeitiger Besitzer, feiert seit fünf Jahren die ultimative Sublimationsparty auf einem riesigen Luftschiff und entsprechend schwer ist an ihn heranzukommen. Vor allem, da die Gegenseite inzwischen schweres Geschütz aufgefahren hat. Unter erheblichen Verlusten gelangt Vyr in den Besitz der Augen. Berdle, der Schiffs-Avatar stirbt beim Versuch ihr Leben zu schützen.
Vyr und die Kultur erfahren nun endlich die Wahrheit über das Buch der Wahrheit. Es ist tatsächlich eine Lüge, ein krudes soziologisches Experiment, durchgeführt von obskuren zihdrenischen Wissenschaftssektierern. Was nun? Die Schiffe diskutieren die Situation, erörtern die möglichen Konsequenzen und beschließen zu schweigen. Am nächsten Tag vollziehen 99,9 % der Gzilt-Zivilisation den Akt der Sublimation. Vyr Cossont allerdings geht diesen Schritt nicht. Sie schließt sich der Kultur an und freut sich offenbar auf ein nächstes Abenteuer. Der Roman endet, wie er begonnen hat, Vyr übt sich ein weiteres Mal im Spielen der Wasserstoffsonate.

## Relevante Spezies, Personen und Kulturschiffe
Spezies:
Die Gzilt sind eine alte, humanoide Zivilisation. Sie befinden sich auf etwa äquivalentem technischem Niveau wie die Kultur, also Stufe acht. Sie sind kein Mitglied der Kultur, aber ihr mental eng verbunden. 10000 Jahre nach Gründung der Kultur wollen die Gzilt nun geschlossen in die Sublimation überwechseln.
Liseiden, fluide, aquatische Spezies auf der Stufe fünf der universell anerkannten Entwicklungsstufen, eine bekannte Scavenger-Spezies, d. h., sie plündern die Hinterlassenschaften sublimierter Zivilisationen. Eine größere Flotte der Liseiden befindet sich im Anflug auf das Heimatsystem der Gzilt.
Ronte, eine insektoide Scavenger-Spezies, gleiche Entwicklungsstufe wie die Liseiden. Eine Ronte-Flotte befindet sich ebenfalls im Anflug auf das Heimatsystem der Gzilt.
Zihdren bzw. Zihdren-Überbleiber, eine seit langer Zeit sublimierte Spezies, deren zurückgebliebenen Überbleiber sich immer noch für die Taten ihrer Vorgänger verantwortlich fühlen.
Personen:
Vyr Cossont, Lieutenant Commander der Reserve, eine junge Gziltmusikerin, die sich ein zusätzliches Armpaar hat wachsen lassen, um ein kompliziertes Musikstück mit einem noch komplizierteren Instrument spielen zu können.
Pyan, der Intimus von Vyr Cossont, eine künstliche, fliegende Entität, die sich mit Vorliebe wie ein Schal um den Hals ihrer Besitzerin schmiegt.
Berdle, Avatar des Kulturschiffes Glaubt bloß nicht ..., unterstützt Vyr Cossont bei ihrer Suche nach den Erinnerungen von QiRia.
Septam Banstegeyn, extrem ehrgeiziger Politiker der Gzilt, will unbedingt seine Spezies, unter seiner Führung, in die Sublimation führen. Zur Erreichung dieses Zieles schreckt er auch vor dem Mord an der Staatspräsidentin nicht zurück.
Parinherm Eglyle, gziltische Androiden-Entität, leidet unter der Zwangsvorstellung in einer Simulation zu agieren. Mehr oder weniger hilfreicher Begleiter von Vyr Cossont.
Ximenyr, ein Gziltkünstler, Anhänger radikaler Körperkunst und körperlicher Erweiterungen, veranstaltet auf dem Luftschiff Aquatorial 353 die ultimative, fünf Jahre dauernde, Sublimationsparty. In seinem Besitz befinden sich spezielle Erinnerungen von QiRia.
Colonel Agansu, ein fanatischer Militarist, zerstört das Schiff mit der Botschaft der Zidhren-Überbleiber und den Planetoiden Fzan-Juym, das Hauptquartier des Sozialistisch-Republikanischen Volksbefreiungsregiments Nummer 14. Unermüdlicher Verfolger von Vyr Cossont.
Marschall Chekwri, Oberbefehlshaberin der Gziltstreitkräfte, verbündet sich mit Septam Bangstegeyn, um das Geheimnis über die Wahrheit zu wahren. Erteilt Colonel Angansu seine mörderischen Befehle.
QiRia, männlich, mit vollem Namen Tursensa Ngaroe Hgan QiRia sam Yutton, ein extrem langlebiger Humanoider, der angeblich sogar an der Gründungsversammlung der Kultur teilgenommen hat. Seine Erinnerungen sind für die Wahrheitsfindung unerlässlich.
Scoaliera Tefwe, eingelagerte weibliche Angehörige der Kultur, ehemalige Geliebte von QiRia. Wird aufgeweckt, um den Aufenthaltsort ebendieses Mannes zu ermitteln. Sie weiß wo nachzufragen ist nämlich bei:
Hassipura Plyne-Frie, eine uralte Kultur-Drohne, bei der die Einschätzung „exzentrisch“ deutlich untertrieben wäre. Lebt seit 400 Jahren auf einem Orbital in der Wüste und arbeitet an artifiziellen Sandstromkomplexen.
Schiffe:
Schiffsklassifikationen in der Kultur: ASS=Allgemeines Systemschiff, BAE=Begrenzte Angriffseinheit, AKE=Allgemeine Kontakteinheit, UK=Unbekannte Klassifikation, MSS=Mittleres Systemschiff, BSS=Begrenztes Systemschiff, BKG=Begrenzte Kontakteinheit Geröllklasse
- ASS Empiriker
- BAE Caconym
- ASS Inhalt kann variieren
- AKE Verdrängungsaktivität
- ASS Nur die Waschanleitung für des Lebens pralles Gewebe
- UK Glaubt bloß nicht ... (Der volle Name des Schiffes findet sich im Übrigen auf Seite 680.)
- MSS Kam vorbei und dachte ich schau mal rein
- MSS Druckabfall
- BSS Das nennst du sauber?
- BKG Besser als Arbeit
- Heitere Nichtbeachtung unangenehmer Fakten
- Zahnende Probleme
- Lächle tolerant
- Melancholie bewahrt jeden Triumph
- ... Eigentlich warm
- Alles legal betrachtet
- Erfrischend gleichgültig gegenüber den vulgären Erfordernissen von Wahrhaftigkeit
- 7*Uagren
- 5*Gelish-Oplule
- 8*Churkun, gziltianischer Schlachtkreuzer.
- Schnelle Zufällige Eingreifeinheit
- Unsicherer Zeuge
- Hervorragender Beitrag für den historischen Prozess
- Gellemtyan-Asool-Anafawaya
- Werturteil
- Erlernte Antwort
- Neues Spielzeug
- Fragwürdige Ethik
- Quiatrea-Anang
- Abalule-Sheliz
- Fulanya-Guang
- Begeisterte Sparsamkeit III
- Zoologe

## Ausgaben
- The Hydrogen Sonata, London, 2012, ISBN 978-0-316-21236-6
- Die Wasserstoffsonate, München, 2014, ISBN 978-3-453-31546-4